# Nunatak Stewart
Nunatak Stewart är en nunatak i Antarktis. Den ligger i Västantarktis. Argentina, Chile och Storbritannien gör anspråk på området. Toppen på Nunatak Stewart är 89 meter över havet.
Terrängen runt Nunatak Stewart är kuperad åt nordost, men åt sydväst är den platt. Trakten är obefolkad. Det finns inga samhällen i närheten.